# Cerven, Pidhaiți
Cerven (în ucraineană Червень) este un sat în comuna Hnîlce din raionul Pidhaiți, regiunea Ternopil, Ucraina.

## Demografie
Componența lingvistică a localității Cerven
     Ucraineană (100%)
Conform recensământului din 2001, toată populația localității Cerven era vorbitoare de ucraineană (100%).